# Xã Falls, Quận Wyoming, Pennsylvania
Xã Falls (tiếng Anh: Falls Township) là một xã thuộc quận Wyoming, tiểu bang Pennsylvania, Hoa Kỳ. Năm 2010, dân số của xã này là 1.995 người.